# Містейкен Поїнт
Екологічний заповідник Містейкен Поїнт — територія дикої природи та об'єкт Всесвітньої спадщини ЮНЕСКО, розташований на південно-східному краю півострова Авалон у Ньюфаундленді в канадській провінції Ньюфаундленд і Лабрадор. У заповіднику розташована однойменна формація Містейкен Поїнт, яка містить одну з найрізноманітніших і добре збережених колекцій докембрійських скам'янілостей у світі. Едіакарські скам'янілості, виявлені на цьому місці, є найдавнішими відомими залишками багатоклітинного життя на Землі.

## Містейкен Поїнт
Містейкен Поїнт (46°37′32″ пн. ш. 53°09′41″ зх. д. / 46.62556° пн. ш. 53.16139° зх. д.) — невеликий мис на півострові Авалон. Історично Містейкен Поїнт помилково вважали Кейп-Рейс через типову туманну погоду. Моряки, які робили цю помилку, повертали на північ, думаючи, що досягли гавані Кейп-Рейс, і одразу натикалися на підступні скелі.

## Історія
Першу скам'янілість, знайдену в цьому районі, Fractofusus misrai, виявив у червні 1967 року Шива Балак Місра, індійський аспірант, який вивчав геологію в Меморіальному університеті Ньюфаундленду. У середині 1980-х це місце швидко стало визнано важливим місцем, яке містить, можливо, найдавніші скам'янілості багатоплідних у Північній Америці та найдавніші глибоководні морські скам'янілості у світі. П'ятикілометрова ділянка берегової лінії була вперше тимчасово створена як заповідник урядом провінції в 1984 році, а в 1987 році була визнана постійною. Пізніше він був розширений у 2009 році після нових відкриттів скам'янілостей.

## Скам'янілості
Дослідження показали, що біота Містейкен Поїнт являє найдавніші едіакарійські скам'янілості, відомі в усьому світі, і є найдавнішими великими та архітектурно складними організмами в історії Землі. Пам'ятки скам'янілостей уздовж берега в межах заповідника були внесені до списку Всесвітньої спадщини ЮНЕСКО 17 липня 2016 року.

### Авалонський террейн
Викопний террейн Містейкен Поїнт називається Авалонський террейн, знайдений у Західній Європі. Він утворився на початку кембрію, коли Паннотія відкололася від Гондвани (нині Південна Америка, Африка, Антарктида та Австралія).

### МСГН місце геологічної спадщини
Зважаючи на те, що Містейкен Поїнт є «найкращим у світі зразком спільноти копалин в Едіакарії, де вперше виникло життя і розцвіли спільноти метазоїв», Міжнародний союз геологічних наук (IUGS) включив «стоянку копалин в Едіакарії в Містейкен Поїнт» збірка 100 «об'єктів геологічної спадщини» по всьому світу в списку, опублікованому в жовтні 2022 року. Організація визначає «об'єкт геологічної спадщини МСГН» як «ключове місце з геологічними елементами та/або процесами, що мають міжнародне наукове значення, яке використовується як еталон та/або зі значним внеском у розвиток геологічних наук протягом історії».

## Культурні посилання
- Плодовитий канадський рок-гурт The Tragically Hip містить посилання на Містейкен Поїнт у «Fly», четвертому треку їхнього альбому World Container 2006 року. Цей самий трек також містить посилання на Moonbeam, Ontario.
- Уламки корабля Титанік були знайдені 1 вересня 1985 року, трохи більше 600 км (370 миля) від Містейкен Поїнт.